# Fernando Flávio Marques de Almeida
Fernando Flávio Marques de Almeida (Rio de Janeiro, 18 de fevereiro de 1916 — São Paulo, 2 de agosto de 2013) foi um geólogo brasileiro, considerado referência central na geologia continente sul-americano. Membro da Academia Brasileira de Ciências e professor emérito da Universidade de São Paulo, foi um dos mais importantes geólogos brasileiros.

## Biografia
Fernando nasceu na cidade do Rio de Janeiro, em 1916. Era filho de Nair Marques de Almeida e Gerson de Almeida, um advogado. Mudou-se com a família para o estado de São Paulo ainda pequeno e estudou no Ginásio de São Bento em São Paulo por boa parte da vida, onde se formou como bacharel em Ciências e Letras, em 1932. Em 1939, formou-se como engenheiro civil pela Escola Politécnica da Universidade de São Paulo (USP).
Foi bastante influenciado na carreira pelo professor Luiz Flores de Moraes Rego, Catedrático de Mineralogia, Petrografia e Geologia dessa Escola. Ao terminar o ano letivo em que cursou sua Cátedra, o Professor Moraes Rego convidou-o para ingressar como assistente-aluno no Instituto de Pesquisas Tecnológicas. Ao diplomar-se tornou-se Assistente do Professor Moraes Rego, prematuramente falecido.
Permaneceu na Escola Politécnica durante 35 anos, tendo feito concurso para Livre-Docência em 1957, com tese sobre a Geologia e Petrologia do Arquipélago de Fernando de Noronha, quando regia a Cátedra o professor Octávio Barbosa. Foi professor da Escola Politécnica por 35 anos. Ingressou na Academia Brasileira de Ciências em 13 de maio de 1952.

## Carreira
Iniciou a carreira de geólogo amador como assistente na Divisão de Minas e Geologia do IPT, São Paulo, em 1938, cooperando no levantamento da carta geológica do município de São Paulo. Foi engenheiro da Divisão de Geologia e Mineralogia do DNPM a partir de 1945, onde se efetivou por concurso no cargo de Engenheiro de Minas em 1955. Exonerou-se em 1969. A partir de 1969, dedicou-se à docência e à pesquisa em regime integral, até aposentar-se, em 1974.
Em 1978, recebeu da Escola Politécnica o título de professor emérito. De 1974 a 1978, trabalhou no Instituto de Geociências da Universidade de São Paulo, ministrando disciplina de Geotectônica nos cursos de graduação, em RDIDP (Regime de Dedicação Integral à Docência e Pesquisa), de onde saiu para para ingressar no Instituto de Pesquisas Tecnológicas (IPT) do Estado de São Paulo. Do IPT, transferiu-se para o Instituto de Geociências da Universidade Estadual de Campinas (Unicamp), ministrando disciplinas no curso de Pós-Graduação em Geociências, Área de Concentração Metalogênese, em RDIDP, de 1985 a 1990, tendo então encerrado a carreira de professor universitário à qual se dedicou durante 51 anos.
Publicou 176 artigos e capítulos de livros no Brasil e em outros países. Foi um dos fundadores da Sociedade Brasileira de Geologia (SBG), que lhe conferiu a Medalha José Bonifácio. Foi vice-presidente da Société Géologique de France (1971). Recebeu a Grã-Cruz da Ordem Nacional do Mérito Científico, a Medalha de Mérito do Conselho Federal de Engenharia e Arquitetura e era doutor honoris causa pela Universidade Estadual de Campinas.
Participou da pesquisa de numerosas jazidas minerais, tais como: manganês em Urucum e Aquidauana (MS), Serra da Tocaia (MG), Iporanga (SP), rio Aripuanã (AM); ferro na Serra de São Vicente (MT), Urucum e São Domingos (MS), São Sebastião do Paraíso, Pitanguí e várias jazidas do Quadrilátero Ferrífero (MG); rio Jatapú (AM); Quiquió (República do Paraguai); chumbo e zinco na Serra de São Vicente (MT); turfa em Caçapava (SP); talco em Itanguá e Bom Sucesso (SP), Itaiacoca (PR), Delfim Moreira, Itajubá, Carandaí, Crocate de Sá e Congonhas do Campo (MG); calcário em Rio Branco (PR), Itapeva e Itanguá (SP), Corumbá (MS); águas minerais em Caldas Novas (GO), Ribeirão Pires e Campo do Jordão (SP); fosforita em Pernambuco e Paraíba; ouro no vale do rio Açungui (SP); mármores no alto vale do rio Ribeira (PR); areia, argila e dolomito para siderurgia em São Paulo e no Paraná; grafita no Paraná; argila cerâmica em Ribeirão Pires (SP); níquel, cromo, amianto, cobre e cobalto nas rochas ultrabásicas de Goiás, como Coordenador Técnico do Projeto Goiás; foi fundador do 6º Distrito do DNPM, com o objetivo inicial de pesquisar tais minérios; metais não ferrosos em Mato Grosso; pesquisas geotécnicas no baixo vale do rio Ribeira de Iguape em São Paulo; zircônio em Poços de Caldas (MG) etc. Coordenou os trabalhos de geologia do Projeto da Rodovia dos Imigrantes-Trecho Serra, pelo Escritório Técnico Figueiredo Ferraz.
Foi gerente do Projeto Rochas Ultrabásalticas de Goiás do DNPM, de 1967 a 1969. Coordenador Geral do Mapa Tectônico da América do Sul (1967-1978), edição conjunta do DNPM, CGMW e UNESCO. Este projeto levaram-no à definição da Plataforma Sul-Americana. No Colóquio Internacional da UNESCO sobre os granitos do Oeste Africano (1965), convidado pela IUGS, foi o representante único da América do Sul. Organizou e presidiu o Colóquio Internacional sobre os Granitos e a Estrutura do Nordeste do Brasil, promovido pela UNESCO e IUGS em 1967, objetivando a comparação com o Oeste Africano, em pesquisa sobre a Teoria da Deriva dos Continentes. Foi gerente do Programa Serra do Mar da Secretaria do Comércio, Ciência e Tecnologia do Estado de São Paulo, em conjunto com o IPT e o Instituto Florestal da Secretária da Agricultura do Estado de São Paulo.

## O óvni da Ilha da Trindade
Em 8 de janeiro de 1958, partiu no navio-escola Almirante Saldanha para a Ilha da Trindade, à frente de uma equipe de quase cinquenta pessoas, a fim de realizar pesquisas biofísicas, que resultaram três anos depois na publicação do livro Geologia e Petrologia da Ilha da Trindade.
Durante a estada dele na ilha ocorreu o controverso Caso da Ilha da Trindade, em que um disco voador teria sobrevoado a região. Ao jornal Folha da Manhã, Almeida declarou não haver visto o fenômeno:
| “ | Nem eu, nem meus colegas, nem ninguém da guarnição da Ilha da Trindade viu o disco voador. Soubemos da notícia pelo rádio. No dia em que o estranho objeto teria sido fotografado nós estávamos no campo, a céu aberto, e nada vimos. A notícia do aparecimento de um disco voador sobre Trindade causou na ilha, talvez, surpresa maior do que a sua repercussão na cidade. | ” |

No dia seguinte, ao mesmo jornal, reiterou a declaração:
| “ | Posso dizer que nós vivíamos com o nariz para o ar, tanto de dia como até o anoitecer, visto que nosso trabalho principal eram as observações meteorológicas. Examinávamos as nuvens, direção dos ventos, etc. Como tal, se surgisse qualquer objeto estranho no ar, pelo menos alguns de nós teríamos visto, o que não ocorreu. | ” |

## Morte
Fernando morreu em São Paulo, em 2 de agosto de 2013, aos 97 anos, devido a uma pneumonia.

## Prêmios e honrarias
- 1951 – Diploma de Membro Associado da Academia Brasileira de Ciências, posteriormente Titular.
- 1952 – Certificado de Serviço Relevante prestado ao Brasil com Conselheiro de Engenharia e Arquitetura no período 1947-1950 no CREA-6ª Região, concedido pelo Conselho Federal de Engenharia e Arquitetura.
- 1963 - Medalha do Patriarca conferida pela Prefeitura Municipal de Santos.
- 1963 – Prêmio José Bonifácio de Andrada e Silva, medalha de ouro conferida pela Sociedade Brasileira de Geologia.
- 1971-1972 - Biografado no Who's Who in the World, Marquis Who's Who, Inc., Chicago.
- 1971 - Eleito Vice-Presidente da Société Géologique de France.
- 1971– Placa. Homenagem da Fundação de Ciências Aplicadas. Faculdade de Engenharia Industrial.
- 1973 - Medalha de Mérito. Jubileu de Prata da Sociedade Brasileira para o Progresso da Ciência.
- 1976 – Título de Professor Emérito concedido pela Escola Politécnica da Universidade de São Paulo.
- 1978 – Placa. Homenagem da IVª Semana de Geologia. Universidade Federal do Rio de Janeiro.
- 1981 - Placa. Homenagem da Sociedade Brasileira de Geologia no 1o Simpósio de Geologia do Centro-Oeste. Núcleos Centro-Oeste e Brasília. Goiânia.
- 1981 – Placa Homenagem da Asociación Paraguaya de Geologia.
- 1982 – Título de Sócio Honorário da Sociedade Brasileira de Geologia.
- 1982 – Biografado na revista Episodes, v. 1982 n. 4, editada pela International Union of Geological Sciences, quando era Vice-Presidente dessa Instituição.
- 1983 - Diploma de Acadêmico da Academia de Ciências de America Latina “por su contribución al desarrollo de la Ciencia en América Latina”. Caracas, Venezuela.
- 1984 – Diploma de Mérito Mineral conferido pelo Departamento Nacional da Produção Mineral.
- 1984 – Placa. Homenagem do Sindicato dos Geólogos do Estado de São Paulo.
- 1985 –Placa. Homenagem do 2° Simpósio de Geologia do Centro-Oeste, SBG.
- 1986 - Prêmio Almirante Álvaro Alberto para a Ciência e Tecnologia, conferido pelo Ministro da Ciência e Tecnologia, de conformidade com o CNPq, pela relevante contribuição na área de Ciências da Terra.
- 1986 – Diploma concedido pela Sociedade Brasileira de Geologia como reconhecimento pela participação no desenvolvimento das Geociências e Tecnologia Mineral no Brasil.
- 1987 – Placa. Homenagem do Instituto de Pesquisas Tecnológicas do Estado de São Paulo, SICCT.
- 1987 – Placa. Homenagem da XXVIIª Turma de Geologia da Universidade de São Paulo.
- 1989 – Certificado de Mérito e Reconhecimento da Associação de Engenheiros de Minas do Brasil.
- 1989 – Diploma de relevantes serviços prestados ao ensino e pesquisa no campo da Engenharia Minero-Metalúrgica Brasileira outorgado pela Escola Politécnica da Universidade de São Paulo.
- 1991 – Título de Doutor Honoris Causa condedido pela Universidade Estadual de Campinas.
- 1991– International Seminar on Tectonics of Continents, realizado em 31 de Outubro na UNICAMP em homenagem a Fernando F. M. de Almeida.
- 1993 - Homenageado com a publicação do volume: International Seminar on Tectonics of Continents. Cadernos I.G.-UNICAMP. Special Volume, 81 p.
- 1993 – Placa. Homenagem da SBG no IIo Simpósio sobre o Cráton do São Francisco.
- 1993 - Medalha de Mérito conferida pelo Conselho Federal de Engenharia, Arquitetura e Agronomia.
- 1994 – Diploma de Honra ao Mérito concedido pelo Conselho Regional de Engenharia, Arquitetura  e Agronomia do Estado de São Paulo por ocasião dos “60 Anos do CREA-SP”
- 1995 –Admitido pelo Presidente da República, Grão-Mestre da Ordem Nacional do Mérito Científico, na Classe Grã Cruz da Ordem, pelas relevantes contribuições prestadas à Ciência e Tecnologia.
- 1995 – Placa. Homenagem da Divisão de Geologia do Instituto de Pesquisas Tecnológicas.
- 1995 – Placa. Homenagem da Diretoria Executiva do Instituto de Pesquisas Tecnologicas.
- 1995 – Placa. Homenagem da IIª Semana Mato-grossense de Iniciação Científica. VIIª Feira Nacional de Ciências. Tangará da Serra.
- 1996 – Título de Cidadão Mato-grossense, conferido pela Assembleia Legislativa de Mato Grosso.
- 1998 – Prêmio Karl Terzaghi concedido pela Associaçao Brasileira de Geologia de Engenharia.
- 1998 – Homenageado na revista Gondwana Research, publicação oficial da International Association for Gondwana Research, Faculty of Science, Osaka City University, Osaka, Japan, v.1 n. 3/4. Volume especial dedicado aos granulitos brasileiros, editado por S. S. Iyer, A. Choudhuri e J. S. F Barbosa a pedido dos editores chefes.
- 2000 - Homenageado com a publicação do livro: Tectonic Evolution of South America. Editado por U.G. Cordani, E. J. Milani, A.Thomaz Filho e D.A.Campos. 854 p. XXXIº Congresso Geológico Internacional, Rio de Janeiro, Brasil.
- 2002 – Placa de homenagem dos geólogos diplomados pela Faculdade de Ciências e Letras da Universidade de São Paulo, turmas de 1959 a 1969.
- 2004 – Homenageado com a publicação do livro: Geologia do Continente Sul-Americano: Evolução da Obra de Fernando Flávio Marques de Almeida . V. Mantesso Neto, A. Bartorelli, C. D. R. Carneiro, B. B. de Brito Neves (Orgs.). Beca Prod. Cult. São Paulo. 673 p.
- 2004 –Placa. Homenagem do Departamento de Geografia da Faculdade de Geografia, Letras e Ciências Humanas da Universidade de São Paulo, como um dos autores da obra A Cidade de São Paulo.
- 2004 – Homenageado com a criação da Medalha de Ouro Fernando Flávio Marques de Almeida pela Sociedade Brasileira de Geologia, a ser entregue no Congresso Brasileiro de Geologia ao autor do melhor trabalho em Geociências publicado no país nos últimos dois anos.
- 2004 – Premiado com a estatueta “Deusa Minerva - CREA-70 anos”. Na qualidade de Conselheiro com registro ativo, tinha o mandato mais antigo do Conselho Regional de Engenharia, Arquitetura e Agronomia, São Paulo.
- 2005 - Placa. Homenagem do Serviço Geológico do Brasil. CPRM.
- 2005 – Placa. Homenagem da Faculdade de Geologia da Universidade do Estado do Rio de Janeiro.
- 2005 – Medalha homenagem da Escola de Minas da Universidade Federal de Ouro Preto.
- 2005 – Placa. Honenagem do Núcleo do Paraná da Sociedade Brasileira de Geologia e da Comissão Oranizadora do Xº Simpósio Nacional de Estudos Tectônicos. Curitiba.
- 2006 – Placa. Homenagem da Associação dos Profissionais Geólogos do Ceará. Programa de Pós- Graduação em Geologia. Universidade Federal do Ceará.
- 2006 – Placa. Homenagem da Jornada Estadual Aquífero Guarani. Botucatu.
- 2006 – Placa. Homenagem da Sociedade Brasileira de Geologia, Núcleo de Brasília, e do Instituto de Geociências da Universidade de Brasília.
- 2006 – Placa. Homenagem dos alunos do curso de Geologia da Universidade Estadual Paulista, Campus de Rio Claro. Centro Acadêmico de Geologia.
- 2006 – Título de Professor Emérito concedido pelo Instituto de Geociências da Universidade de São  Paulo.
- 2006 - Livro. Homenagem da União da Geomorfologia Brasileira. VIº Simpósio Nacional de Geomorfologia. Goiania.
- 2007 - Placa. Homenagem do Xº Simpósio de Geologia do Sudeste, Núcleos de Minas Gerais, Rio de Janeiro e São Paulo. SBG. Diamantina. Certificado de Convidado de Honra.
- 2013 - Descrito novo mineral, um óxido de chumbo e zinco, com o nome de almeidaíta, em sua homenagem.

## Artigos selecionados
- CARNEIRO, C.D.R. & ALMEIDA, F.F.M. de. 1989. Vulcões no Brasil. Soc. Bras. Prog. Ciên., Ciência Hoje, v. 11, n. 62, p. 29-36.
- CARNEIRO, C.D.R. & ALMEIDA, F.F.M. de. 1995. Erosão glacial no Brasil. Soc. Bras. Prog. Ciên., Ciência Hoje das Crianças.
- ALMEIDA, F. F.M. de & CARNEIRO, C.D.R. 1995. Geleiras no Brasil e os parques naturais de Salto e Itu. Soc. Bras. Prog. Ciên., Ciência Hoje v. 19, n°. 112, p. 24-31.
- CARNEIRO, C.D.R. & ALMEIDA, F.F.M. de . 1996. O Sertão Já Virou Mar. Soc. Bras. Prog. Ciên. Ciência Hoje v. 21, nº. 122, p. 40-50.
- ALMEIDA, F.F.M. de & CARNEIRO, C.D.R. 1998. Um deserto sob o Brasil. Soc. Bras. Prog. Ciên., Ciência Hoje, v. 24, nº. 143, p. 36-43.
- MIZUSAKI, A.M. P.; CARNEIRO, C. D. R. & ALMEIDA, F.F.M. de. 2000. As idades das rochas. Soc. Bras. Prog. Ciên./SBPC., Proj. Ciên. Hoje na Escola, v. 10, p. 28 – 32. Rio de Janeiro.
- ALMEIDA, F.F.M. de. 2000. Continentes em movimento. Ciência Hoje na Escola; Soc. Bras. Prog. Ciên/SBPC, Proj. Ciên. Hoje na Escola, v. 10, p. 17 - 23. Rio de Janeiro.
- ALMEIDA, F.F.M. de. 2002. O dia em que o olhar sobre o mundo mudou. Soc. Bras. Prog. Ciên., Ciência Hoje, v. 31, nº. 181, p. 75-77. Rio de Janeiro. Reproduzido em 2008. O dia em que o olhar sobre o mundo mudou.
- A. IVANISSEVICH & A. A. P.VIDEIRA (Orgs.). Inst. Ciência Hoje, FAPERJ, Memória Hoje v. 1, p. 120-124.
- CARNEIRO, C. D. R.;TOLEDO, M. C. M. de & ALMEIDA, F. F. M. de. 2004. Dez motivos para a inclusão de temas de Geologia na Educação Básica. Rev. Bras.Geoc.,v. 34 (4) p. 553-560.
- CARNEIRO, C. D. R., MIZUSAKI, A. M. P.& ALMEIDA, F. F. M. de. 2005. A determinação da idade das rochas. Terrae Didatica, v. 1 (1): 6-35.[7]
- ALMEIDA, F. F. M. de. 2005. Participação do Brasil na grande revolução das geociências. Terræ Didatica, IG-UNICAMP, v. 1 (1): 44-49.[8]
- ALMEIDA, F. F. M. de; CARNEIRO, C. D. R.; REQUEIJO, F. O. Sistema Solar (em preparação).